# ديزموند بميل
ديزموند بميل (بالإنجليزية: Desmond Askew)‏ هو ممثل بريطاني، ولد في 17 ديسمبر 1972 بلندن في المملكة المتحدة.

## وصلات خارجية
- ديزموند بميل على موقع IMDb (الإنجليزية)
- ديزموند بميل على موقع أول موفي (الإنجليزية)
- ديزموند بميل على موقع قاعدة بيانات الأفلام السويدية (السويدية)
- ديزموند بميل على موقع قاعدة بيانات الفيلم (الإنجليزية)